# Erlenmeyer-Synthese
Die Erlenmeyer-Synthese oder Erlenmeyer-Plöchl-Synthese ist eine Namensreaktion in der Organischen Chemie. Sie wurde nach dem deutschen Chemiker Emil Erlenmeyer jun. (1864–1921) benannt und ist eine Variante der Perkin-Reaktion. Durch die Erlenmeyer-Synthese können Azlactone (Oxazolone, das heißt Oxo-Derivate von Oxazolen) synthetisiert werden, indem aromatische Aldehyde mit einer aromatischen Carbonsäure  (z. B. Hippursäure) in Gegenwart von Essigsäureanhydrid zur Reaktion gebracht werden.
Die Erlenmeyer-Synthese ist noch unter weiteren Namen bekannt: Erlenmeyer-Plöchl-Reaktion, Erlenmeyer-Plöchl-Synthese und Erlenmeyer-Plöchl-Azlacton-Synthese.

## Reaktionsmechanismus
Das Sauerstoffatom der Hydroxygruppe der Carbonsäure 1 greift das Essigsäureanhydrid zunächst nucleophil an. Essigsäure wird dabei abgespalten. Nach einer Keto-Enol-Tautomerie findet ein weiterer Angriff der Verbindung 3 auf den aromatischen Aldehyd statt, so dass die Verbindung 4 entsteht. Unter einer Wasserabspaltung und einer weiteren Tautomerie findet eine Cyclisierung statt. Danach wird erneut ein Essigsäuremolekül abgespalten und das gewünschte Azlacton 8 erhalten.

### Darstellung von α-Ketosäuren
Aus Azlactonen lassen sich dann durch Verseifung α-Ketosäuren herstellen:

### Darstellung von α-Aminosäuren
Erfolgt vor der Verseifung eine Hydrierung der C=C-Doppelbindung, so entstehen α-Aminosäuren:

## Varianten
Verwendet man statt der Hippursäure Hydantoin oder Rhodanin, erhält man die Aminosäuren in höherer Ausbeute.
Eine Variante der Erlenmeyer-Synthese ist die Erlenmeyer-Bergmann-Plöchl-Synthese, die nach den Chemikern Emil Erlenmeyer, Max Bergmann und Josef Plöchl (* 1853) benannt wurde.
Die Synthese beschreibt chemische Reaktionen, in denen Glycin in eine Reihe von Aminosäuren über Oxazolinon und Azlacton dargestellt werden kann.
Hippursäure geht in Gegenwart von Acetanhydrid eine Selbstkondensation zu 2-Phenyl-oxazol-5-on ein. Dieses Zwischenprodukt hat zwei saure Protonen und reagiert mit Benzaldehyd, Acetanhydrid und Na-Acetat zu Azlacton. Dieses wiederum kann durch Reduktion zu Phenylalanin reagieren.
In einer Studie wurde die Erlenmeyer-Aminosäuren-Synthese als Kernsynthese von L-m-Tyrosin eingesetzt.
Der Benzylether des 3-Hydroxybenzaldehyds reagiert mit 1 über das N-Acetylamid des Glycins 2, Acetanhydrid und Natriumacetat zum Azlacton (im Syntheseweg nicht dargestellt), welches eine Ringöffnung mit Natriumacetat in Methanol zur Dehydroaminosäure 3 erfährt. Die anschließende Hydrierung ergibt den  (RS)-N-Acetyl-m-tyrosinmethylester 4 (die Benzylethergruppe wird hydrogenolytisch gespalten), ein Racemat. Ein spezielles Enzym ist in der Lage, nur den Methylester des (S)-Enantiomers 5 zu spalten, welches in Dichlormethan löslich ist. Zurück bleibt die wasserlösliche (R)-4. Der letzte Schritt ist die salzsaure Abspaltung der Acetylgruppe von 5, die  (S)-m-Tyrosin 6 liefert.